# Syngagrella
Syngagrella is een geslacht van hooiwagens uit de familie Sclerosomatidae.
De wetenschappelijke naam Syngagrella is voor het eerst geldig gepubliceerd door Roewer in 1913. 

## Soorten
Syngagrella is monotypisch en omvat slechts de volgende soort:
- Syngagrella bistriata